# 윌리엄 스트롱
윌리엄 스트롱(William Strong; - 1654년 ) 영국의 독립교단의 목회자로 웨스트민스터 총회의 한 회원이었다.
그는 아담의 선악과 사건이후 즉, 타락 후 언약교리에 대한 글을 남겼다. 특히, 윌리엄 에임스의 죄에 대한 결과인 죄책과 오염을 받아들이고, 그 연장선상에서 죄의 영혼에 끼친 영향을 상세하게 서술하였다. 타락한 인간은 하나님의 아들의 자격에서 사탄의 아들로 저주를 받았다고 설명하였다.

## 저서
- A Discourse of the Two Covenants

1. ↑  Beeke, Joel R., 1952-. 《A Puritan theology : doctrine for life》. Grand Rapids, Michigan. 234쪽. ISBN 978-1-60178-166-6.